# Jamaica i olympiska vinterspelen 2010

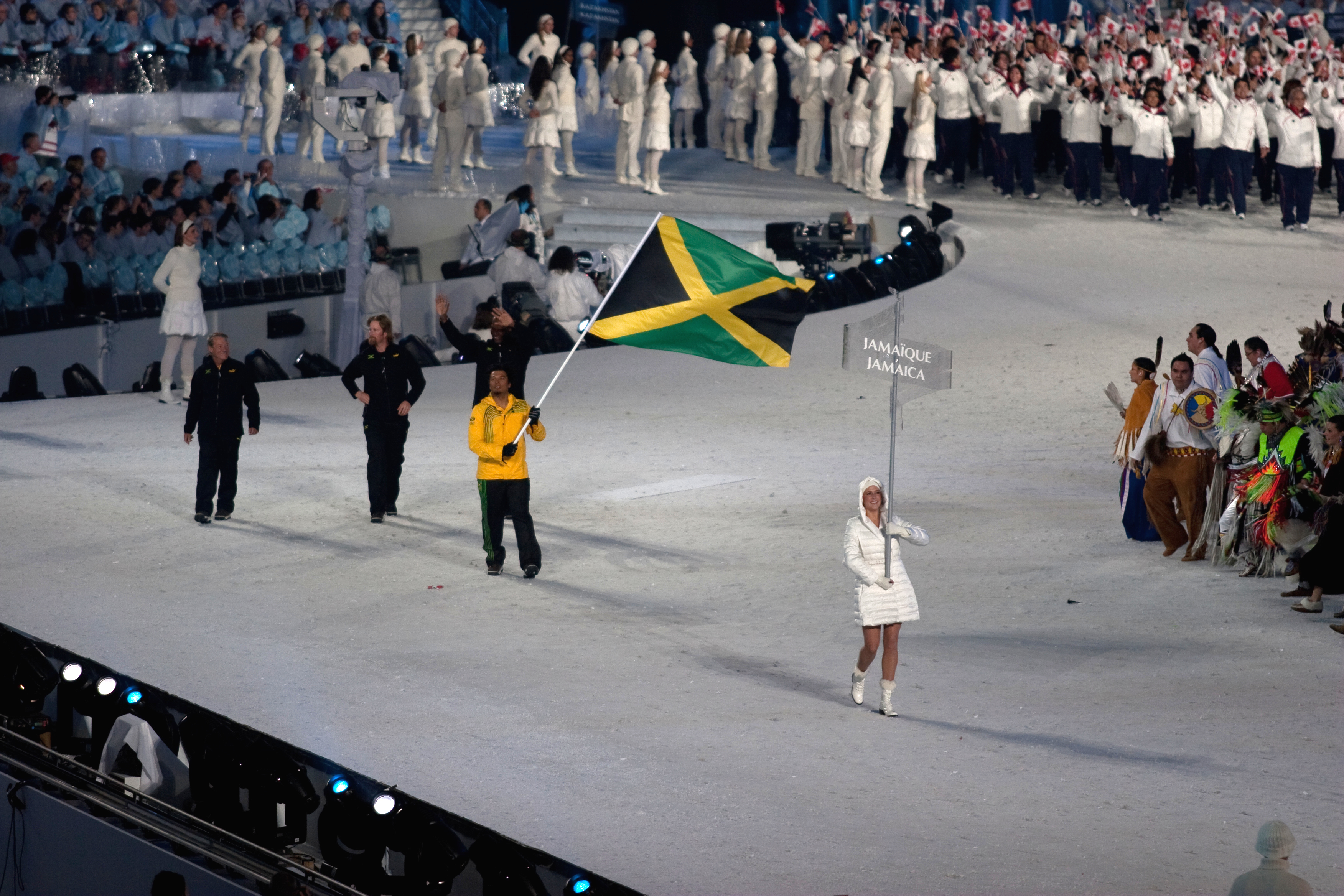
Jamaicas deltagare under öppningsceremonin.

Jamica deltog i Olympiska spelen 2010 i Vancouver, British Columbia, Kanada.

## Freestyle skidåkning
| Atlet      | Gren               | Kval    | Kval | Kvartsfinal | Semifinal | Final | Final |
| Atlet      | Gren               | Tid     | Rank | Rank        | Rank      | Rank  |       |
| ---------- | ------------------ | ------- | ---- | ----------- | --------- | ----- | ----- |
| Errol Kerr | Herrarnas skicross | 1:13.71 | 9    | 1           | 3 - DNQ   | 9     |       |